# Peter Pen (Journalist)
Peter Pen (Journalist) er en dansk dokumentarfilm fra 1913 instrueret af Anker Kirkeby efter eget manuskript.

## Handling
Politikens historiske film 1912.
Med Anker Kirkeby og med Mathilde Nielsen som husholderske hos Peter Pen.
Stabelafløbning, prøvesejlads med et ØK dieselskib "Selandia". Ivar Knudsen fra B &W, Matin Bessau, Julius Larsen, baron Blixen Finnike.
Slagterboderne, blomsterboderne, fiskerkonerne, reberbanen langs Østervold, sidste hestesporvogn gennem Nørregade, Rådhuspladsen med hestevogne og el-sporvogne.
I politikens hus. det nye Christiansborg bygges. arkitekt Thorvald Jensen, Professor Wilh. Thomasen. Georg Brandes forelæser. Maler Kristian Zahrtmann, Valdemar Poulsen.
Cykelbanen: Thorvald Ellegaard. Statsminister Zahle. Olaf Poulsen på det kgl. teater, garderoben Karen Poulsen.
Henrik Cavling. Filosoffen fra Magstræde (original).